# Иньчуань
Иньчуа́нь (кит. упр. 银川, пиньинь Yínchuān, буквально: «Серебряный поток») — городской округ в Китае, место размещения властей Нинся-Хуэйского автономного района.

## География
Иньчуань расположен на севере Нинся-Хуэйского АР, между рекой Хуанхэ и горным хребтом Хэланьшань, вблизи пустынь Гоби.
Климат в городском округе, расположенном на высоте около 1100 м над уровнем моря, умеренный. Среднегодовая температура — около +8,5°С, осадков — около 200 мм в год.

## История
В древности в этих местах кочевали различные племена. Когда в III веке до н. э. царство Цинь создало первую в истории Китая централизованную империю, то оно начало наступление на эти земли, и они были административно включены в состав округа Бэйди (北地郡).
При империи Западная Хань в 24 году до н. э. в этих местах был основан крестьянский город Бэйдянь (кит. упр. 北典, пиньинь Běidiǎn), с которого и начинается история Иньчуаня. Во II веке эти места были захвачены гуннами, и надолго перешли под власть кочевников.
Во второй половине IV века эти места вошли в состав государства Ранняя Цинь, объединившего почти весь северный Китай, а затем — в состав государства Поздняя Цинь. В 407 году гунны создали здесь государство Великое Ся. Впоследствии эту территорию захватили войска Северной Вэй, разгромившей Великое Ся. При государстве Северная Чжоу здесь был создан уезд Хуайюань (怀远县) округа Хуайюань (怀远郡). При империи Тан в 677 году административный центр Хуайюаня был смыт наводнением, и в 678 году западнее его прежнего местоположения было основано новое поселение.

Мавзолеи тангутских императоров в окрестностях Иньчуаня

В конце существования империи Тан тангутский вождь Тоба Сыми за помощь в подавлении восстания Хуан Чао получил в 886 году звание цзедуши Диннаньского военного округа (定难军). Он сумел остаться в стороне от бурных событий эпохи Пяти династий и 10 царств, и после объединения страны империей Сун очередной наследный цзедуши Ли Цзипэн в 982 году признал главенство новой империи, но его младший брат Ли Цзицянь захватил контроль над областью Иньчжоу, и то признавал власть Сун, то восставал против неё. В 1020 году сын Ли Цзицяня Ли Дэмин перенёс свою столицу из Линчжоу в посёлок Хуайюань, и переименовал округ Хуайюань в область Синчжоу (兴州). В 1038 году внук Ли Цзицяня Ли Юаньхао провозгласил себя императором государства Си Ся, и повысил область Синчжоу в статусе до Синцинской управы (兴庆府), впоследствии переименованной в Чжунсинскую управу (中兴府).
В 1205 году начинаются нападения на государство Си Ся монголов, объединившихся под властью Чингисхана; из-за монгольских набегов в 1209 году тангуты переносят столицу своего государства в Хара-Хото. В 1226—1227 гг. в ходе кровопролитной войны войска Чингисхана сокрушили государство Си Ся; при этом в 1227 году они сначала овладели нынешним Иньчуанем, а затем — и новой столицей тангутского государства (сразу после её падения умер и Чингисхан).
После создания Хубилаем империи Юань страна была разделена на провинции-лу. В этих местах была создана провинция Чжунсин (中兴路), затем переименованная в Нинсяфу (宁夏府路).
При сменившей монгольскую империю Юань китайской империи Мин в этих краях была создана Нинсяская управа (宁夏府) провинции Ганьсу. В 1372 году из-за угрозы монгольского нападения управа была расформирована, а население переселено внутрь страны, и эти земли опустели. В 1376 году был учреждён Нинсяский гарнизон (宁夏卫). При маньчжурской империи Цин в 1731 году эти места сильно пострадали от мощного землетрясения, магнитуда которого составила 8,0 единиц. В 1724 году Нинсяский гарнизон был опять преобразован в Нинсяскую управу, которой подчинялись уезды Нинся (宁夏县) и Ниншо (宁朔县).
После Синьхайской революции в Китае была проведена реформа административного деления уровня ниже провинциального, и в 1913 году управы были ликвидированы, а в качестве промежуточного уровня между провинцией и уездами были введены регионы-дао. Был создан регион Нинся (宁夏道), но затем, чтобы его название не путалось с названием уезда Нинся, регион был переименован в Шофан (朔方道) по названию когда-то существовавшей здесь административной единицы; в подчинении региона находилось 8 уездов.
После того, как в результате Северного похода было свергнуто Бэйянское правительство, и в Китае установилось правление партии Гоминьдан, была проведена новая административная реформа, и регионы были ликвидированы. В 1928 году гоминьдановское правительство объявило о создании шести новых провинций (Жэхэ, Чахар, Суйюань, Нинся, Цинхай и Сикан); в этих местах разместилась столица новой провинции, которая так и называлась «провинциальный город Нинся» (宁夏省城).
В апреле 1944 года столица провинции Нинся получила своё современное имя: Иньчуань.
В августе-сентябре 1949 года на территории Северо-Западного Китая развернулись решающие бои между войсками 1-й полевой армии НОАК под командованием Пэн Дэхуая и северо-западными милитаристами, в ходе которых гоминьдановские войска потерпели полное поражение. 24 сентября 1949 года части 19-го корпуса (командир — Ян Дэчжи) 1-й полевой армии без боя вступили в Иньчуань. 
В 1954 году провинция Нинся была расформирована, и эти земли вошли в состав Специального района Иньчуань (银川专区) провинции Ганьсу.
25 октября 1958 года было провозглашено создание административной единицы провинциального уровня — Нинся-Хуэйского автономного района, административным центром которого стал Иньчуань; уезд Юннин также был передан в состав автономного района и перешёл под юрисдикцию Иньчуаня. В 1975 году под юрисдикцию Иньчуаня перешёл уезд Хэлань.
В 2002 году была проведена крупная реформа районов Иньчуаня, а из-под юрисдикции городского округа Учжун в состав городского округа Иньчуань был передан городской уезд Линъу.
21 июня 2023 года в результате взрыва бытового газа в ресторане, расположенном в центральной части города, погиб 31 человек, семь человек получили ранения различной степени тяжести.

## Население
Этнический состав по данным на 2000 год представлен в таблице.
| Национальность | Численность | в %     |
| -------------- | ----------- | ------- |
| Ханьцы         | 925 991     | 78,63 % |
| Хуэйцзу        | 233 066     | 19,79 % |
| Маньчжуры      | 13 607      | 1,16 %  |
| Монголы        | 2662        | 0,23 %  |
| Остальные      | 2287        | 0,19 %  |

## Административно-территориальное деление
Городской округ Иньчуань делится на 3 района, 1 городской уезд, 2 уезда:
| Карта                                           | Статус   | Название | Иероглифы     | Пиньинь | Площадькм² | Население (2006) |
| ----------------------------------------------- | -------- | -------- | ------------- | ------- | ---------- | ---------------- |
| Сися Линъу Хэлань Юннин ① ② ① Цзиньфэн ② Синцин |          |          |               |         |            |                  |
| Район                                           | Сися     | 西夏区   | Xīxià qū      | 1129    | 220 000    |                  |
| Район                                           | Цзиньфэн | 金凤区   | Jīnfèng qū    | 353     | 150 000    |                  |
| Район                                           | Синцин   | 兴庆区   | Xīngqìng qū   | 828     | 450 000    |                  |
| Городской уезд                                  | Линъу    | 灵武市   | Língwǔ shì    | 4539    | 230 000    |                  |
| Уезд                                            | Юннин    | 永宁县   | Yǒngníng xiàn | 1179    | 210 000    |                  |
| Уезд                                            | Хэлань   | 贺兰县   | Hèlán xiàn    | 1527    | 180 000    |                  |

## Экономика

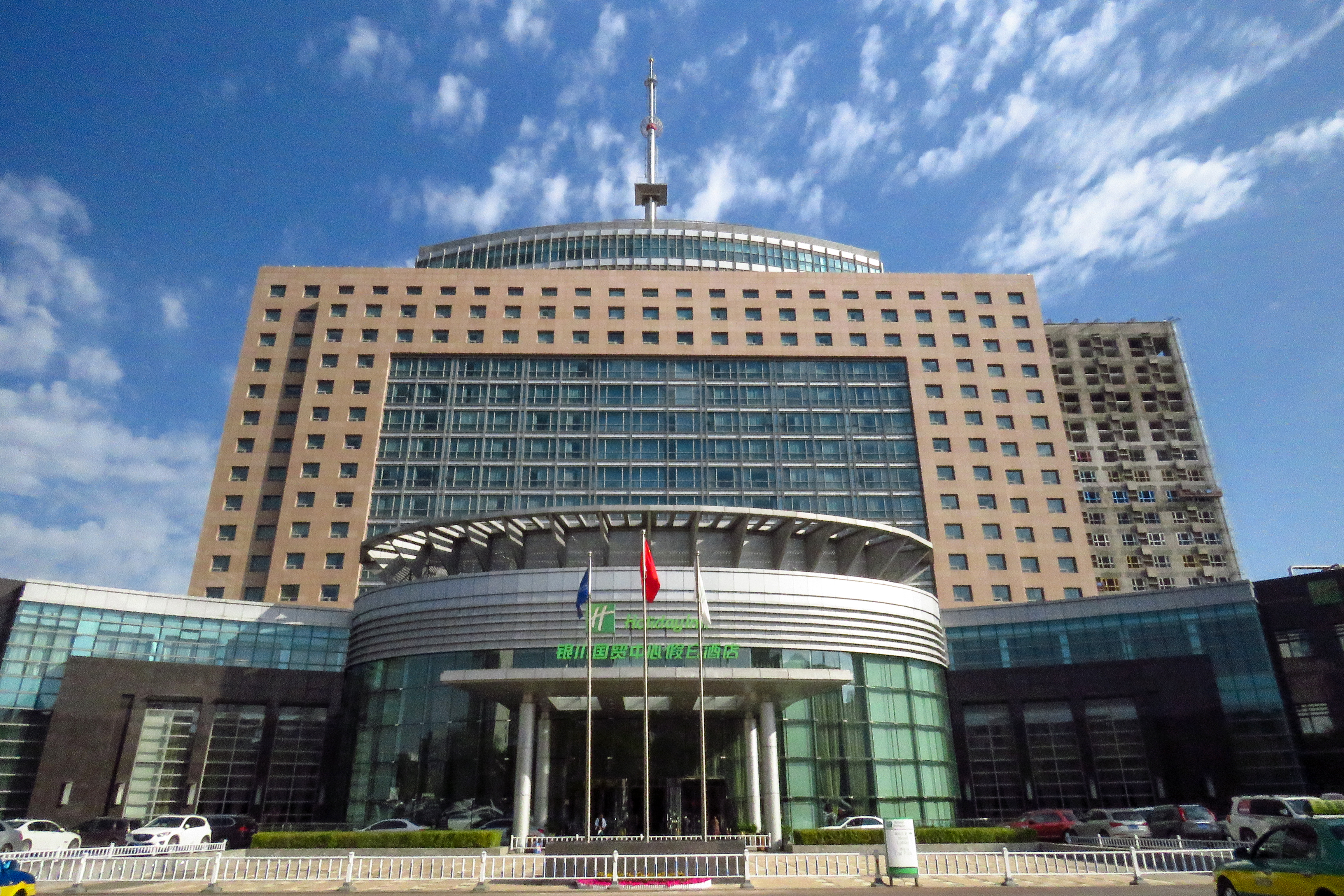
Отель Holiday Inn

По данным на 2003 год, ВВП на душу населения достигал в Иньчуане 11 975 юаней (1450 USD). Основу экономики городского округа составляют сельское хозяйство и пищевая промышленность (мясо, морепродукты, красные вина), имеются также предприятия металлургической (Shagang Group), текстильной и машиностроительной промышленностей.
Важное значение имеет экспорт товаров из Иньчуаня в Центральную и Восточную Европу, особенно в Польшу. В марте 2025 года в Иньчуане открылся бондовый торгово-выставочный центр товаров, доставляемых по маршруту «Китай — Европа».

## Транспорт
С 1958 года через Иньчуань проходит железнодорожная ветка, соединяющая столицу провинции Ганьсу Ланьчжоу с индустриальным центром Внутренней Монголии Баотоу. Немного восточнее урбанизированной зоны на реке Хуанхэ находится порт Иньчуаня — Хэнчэн. Имеется аэропорт.

## Достопримечательности

Главная мечеть Иньчуаня

К основным достопримечательностям Иньчуаня относятся мавзолеи тангутских императоров (西夏王陵), пагоды-близнецы Байсыкоу, хэланьшаньские петроглифы; а также пагода Хайбао (Сита), построенная в пятом столетии и восстановленная в 1771 году, и современная городская мечеть. Неподалёку также расположены участок Великой Китайской Стены и парк водно-болотных угодий Юэхай.
В Иньчуане расположен Музей Нинся-Хуэйского автономного района, экспонаты которого рассказывают об истории автономного района и революционной борьбе его жителей. В музее выставлены также археологические находки, относящиеся к временам государства Си Ся.
С 2000 года в Иньчуане проходит международный фестиваль авто- и мототуризма — крупнейший фестиваль такого рода в Китае.

## Наука и образование
- Научно-исследовательский институт ягоды годжи[12]